# Anton Teichlein
Anton Teichlein (* 28. Januar 1820 in München; † 8. Dezember 1879 in Schleißheim) war ein deutscher Maler.

## Leben
Teichlein war der Sohn eines Konditors und gehörte zu einer angesehenen Bürgerfamilie in München. Eigentlich sollte er ein Studium der Wissenschaften absolvieren, entschied sich jedoch nach Beendigung der vier unteren Lateinklassen für eine Ausbildung an der Münchener Akademie und studierte dort unter Wilhelm von Kaulbach. In Kaulbachs Atelier am Lehel erlernte er das Zeichnen nach Gips, Modell und Gliedermann. Er begleitete Kaulbach und dessen Familie auf ihrer italienischen Reise (Herbst 1838 bis zum Frühjahr 1839) und verfasste ein Tagebuch. Auszüge daraus sind in seiner Schrift zu Kaulbachs Charakteristik, nach dem Tod seines Lehrers abgedruckt worden. Nach langjährigen Studienreisen durch Italien und Frankreich wurde Teichlein 1871 Konservator an der Gemäldegalerie in der Schlossanlage Schleißheim.
Teichlein verfasste zahlreiche Fachaufsätze, die zum Beispiel in der Zeitschrift für bildende Kunst und in der Kunstchronik, Jahrgang I–XV, erschienen sind. Außerdem schrieb er kritische Feuilletons für die Bayerische Zeitung und für die Wiener Tageszeitung Die Presse, darunter seine nicht nur aus künstlerischer Sicht interessanten „Artistisch-politischen Fragmente“. Darin setzte er sich zum Beispiel mit den „Freien Studien“ des „schwäbischen Proudhon“ Ludwig Pfau auseinander. Teichlein war der Schwiegersohn von Carl Rottmann, dessen Tochter Sylvia (1828–1909) er im Jahr 1860 geheiratet hatte.

## Werke (Auswahl)

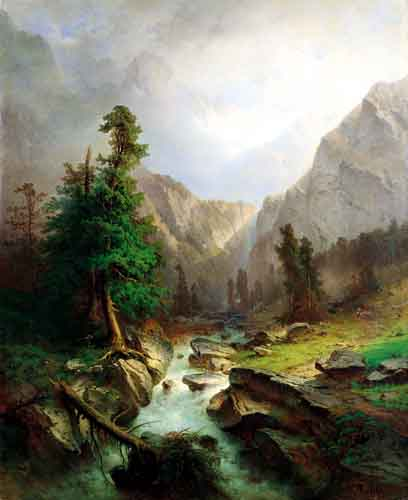
Alpenlandschaft

Von Teichlein stammen einige bekannte Werke der Landschaftsmalerei wie die Ölgemälde Abendlandschaft bei Fontainebleau, die Studie aus Barbizon oder die Waldlandschaft.
- Anton Teichlein: Louis Gallait und die Malerei in Deutschland. Eine Episode aus der modernen Kunstgeschichte – nebst einer Abhandlung über den Begriff des Malerischen und das Wesen der Malerei. Christian Kaiser, München 1853, OCLC 65768019.
- Anton Teichlein (Hrsg.): Gemälde-Verzeichniss der königl. bayer. Staats-Galerie in Schleissheim. Schuh, München 1875 (reader.digitale-sammlungen.de).